# Roztokî, Kremeneț
Roztokî (în ucraineană Розтоки) este o comună în raionul Kremeneț, regiunea Ternopil, Ucraina, formată numai din satul de reședință.

## Demografie
Componența lingvistică a comunei Roztokî
     Ucraineană (99,47%)
     Alte limbi (0,53%)
Conform recensământului din 2001, majoritatea populației comunei Roztokî era vorbitoare de ucraineană (99,47%), existând în minoritate și vorbitori de alte limbi.